# Dead Club City
Dead Club City è il quarto album in studio del gruppo musicale inglese Nothing but Thieves, pubblicato nel 2023. La versione Deluxe, comprendente cinque ulteriori tracce, è uscita il 15 marzo 2024.

## Tracce
Testi e musiche di Dominic Craik, Joseph Langridge-Brown e Conor Mason, eccetto dove indicato.
1. Welcome to the DCC – 3:17 (Craik, Langridge-Brown, Mason, Julian Emery, Jim Irvin)
2. Overcome – 3:34
3. Tomorrow Is Closed – 3:58
4. Keeping You Around – 3:35
5. City Haunts – 3:11
6. Do You Love Me Yet? – 5:26
7. Members Only – 2:49 (Craik, Langridge-Brown, Mason, Emery, Irvin)
8. Green Eyes :: Siena – 3:48
9. Foreign Language – 3:54
10. Talking to Myself – 4:15
11. Pop the Balloon – 4:31

### Tracce bonus nella versione Deluxe
1. Time :: Fate :: Karma :: God – 3:04
2. Pure You – 3:32
3. Overcome (Stripped) – 3:19
4. Tomorrow Is Closed (Stripped) – 4:16
5. Oh No :: He Said What? – 3:49

## Formazione
- Philip Blake – basso
- Dominic Craik – chitarra, programmazioni, sintetizzatore
- Joe Langridge-Brown – chitarra, cori (6, 11)
- Conor Mason – voce
- James Price – batteria

## Classifiche
| Classifica (2023) | Posizione raggiunta |
| ----------------- | ------------------- |
| Regno Unito       | 1                   |